# Styphlomerus (subgênero)
Styphlomerus (Styphlomerus) é um subgênero de carabídeo, pertencente ao gênero Styphlomerus, com distribuição restrita à África.

## Espécies
- Styphlomerus amplus Liebke, 1934
- Styphlomerus aulicus (Dejean, 1831)
- Styphlomerus burgeoni Liebke, 1934
- Styphlomerus ciliatus Liebke, 1934
- Styphlomerus collarti Basilewsky, 1948
- Styphlomerus comoricus (Fairmaire, 1896)
- Styphlomerus cribricollis Chaudoir, 1876
- Styphlomerus equestris (Dejean, 1931)
- Styphlomerus exilis (Laferte-Senectere, 1850)
- Styphlomerus fallax (Peringuey, 1896)
- Styphlomerus flavus Liebke, 1934
- Styphlomerus foveatus Liebke, 1934
- Styphlomerus gebieni Liebke, 1927
- Styphlomerus kamerunus Liebke, 1927
- Styphlomerus kisantuus Liebke, 1934
- Styphlomerus kochi Basilewsky, 1959
- Styphlomerus lamottei Basilewsky, 1951
- Styphlomerus ludicrus (Erichson, 1843)
- Styphlomerus methneri Liebke, 1934
- Styphlomerus montanus (Peringuey, 1896)
- Styphlomerus neavei Liebke, 1934
- Styphlomerus ovalipennis Liebke, 1934
- Styphlomerus paralleloides Lorenz, 1998
- Styphlomerus piccolo Liebke, 1927
- Styphlomerus placidus (Peringuey, 1896)
- Styphlomerus plausibilis (Peringuey, 1904)
- Styphlomerus postdilatatus Burgeon, 1947
- Styphlomerus puberulus Peringuey, 1896
- Styphlomerus quadrimaculatus (Dejean, 1831)
- Styphlomerus renaudi Basilewsky, 1965
- Styphlomerus seyrigi (Jeannel, 1949)
- Styphlomerus sinus Alluaud, 1918
- Styphlomerus speciosus Basilewsky, 1949
- Styphlomerus sticticollis (Fairmaire, 1884)
- Styphlomerus tellini Maindron, 1905
- Styphlomerus titschacki Liebke, 1927
- Styphlomerus undulatus (Chaudoir, 1843)
- Styphlomerus vittaticollis (Peringuey, 1885)